# Tipula spathacea
Tipula spathacea är en tvåvingeart som beskrevs av Alexander 1963. Tipula spathacea ingår i släktet Tipula och familjen storharkrankar.
Artens utbredningsområde är Myanmar. Inga underarter finns listade i Catalogue of Life.